# Mohamed Awal
Mohamed Awal (ur. 1 maja 1988 w Akrze) – piłkarz ghański grający na pozycji środkowego obrońcy. Od 2021 roku jest zawodnikiem klubu Sreenidi Deccan FC.

## Kariera klubowa
Swoją karierę piłkarską Awal rozpoczął w klubie Feyenoord Academy. Grał w nim w latach 2008–2010. W 2010 roku odszedł do zaprzyjaźnionego z nim, ASEC Mimosas. W 2010 roku wywalczył z nim mistrzostwo Wybrzeża Kości Słoniowej. W 2011 roku wrócił do Ghany i w sezonie 2011/2012 grał w Asante Kotoko. W sezonie 2011/2012 został z nim mistrzem Ghany.
Latem 2012 Awal został zawodnikiem klubu Maritzburg United z Republiki Południowej Afryki. Swój debiut w nim zaliczył 12 sierpnia 2012 w zremisowanym 1:1 wyjazdowym meczu z University of Pretoria FC.
Następnie Awal grał w takich klubach jak: Asz-Szabab Rijad, Raja Casablanca, Asante Kotoko SC, Al-Fahaheel FC, Al-Ansar FC, Wolkite City FC i Gokulam Kerala FC. W 2021 przeszedł do Sreenidi Deccan FC.

## Kariera reprezentacyjna
W 2013 roku Awal został powołany do reprezentacji Ghany na Puchar Narodów Afryki 2013.